# Dexter (videojuego)
Dexter: El videojuego es la adaptación de la serie Dexter al mundo de las consolas, realizada por Icarus Studios y Marc Ecko Entertainment. Este videojuego ha sido uno de los secretos de Showtime, y fue lanzado en 2009 para plataformas iOS (iPhone, iPod e iPad). En 2010, el juego acompañó a la salida del iPad, y en febrero de 2011, llegó al mundo del PC a través de descarga en línea.

## Historia
El videojuego retrata cinco casos a los que Dexter tuvo que enfrentarse durante su primera temporada. Cada uno llevado a cabo de manera independiente, se han de resolver buscando pistas en localizaciones relacionadas con sospechosos de asesinatos. El primero de ellos, Mike Donovan, el director del coro local, es el primero en morir a manos de Dexter en la serie. Al ser la primera misión, se da una explicación de la supuesta investigación que Dexter llevó a cabo antes del primer episodio.
El Asesino del Hielo se convierte en uno de los protagonistas, pudiendo darle caza a través de 21 hechos transcurridos, entre ellos, el descubrimiento del camión de hielo, de varios cadáveres descuartizados...
Todos los casos presentan la misma estructura, y cuando la víctima está a punto de ser asesinada, debemos obtener una confesión, o de lo contrario, el caso no habrá acabado. Después, se siguen las pautas correspondientes, y se arroja el cuerpo a la costa de Miami.
El juego también incluye un sistema de diálogo en el cual se nos verá más oscuro y frío dependiendo de nuestras preguntas y respuestas. Todos los actores han prestado su voz al juego, incluyendo el protagonista Michael C. Hall.

## Personajes
Podremos entablar conversación con los personajes de la primera temporada, a excepción de algunos.
- Teniente Laguerta
- Deborah Morgan
- Agente Batista
- Vince Masuka
- Rita Bennet
- Sargento James Doakes

## Plataformas
- PC
- iOS (iPhone, iPod, iPad)